# Meigenia aestivalis
Meigenia aestivalis là một loài ruồi trong họ Tachinidae.